# Thermantia
Thermantia (†415) was de jongste dochter van magister militum Flavius Stilicho en Serena en de tweede vrouw van keizer Honorius.
Volgens geschiedschrijver Zosimus is het koppel getrouwd uit liefde, dit tegen de zin van haar vader. Er waren verschillende redenen om tegen het huwelijk te zijn. Keizer Honorius was volgens Stilicho een zwakkeling en zijn vorige huwelijk met zijn oudste dochter Maria was een fiasco. Liever had hij zijn dochter uitgehuwd aan zijn rivaal, de Visigoot Alarik I, die het Romeinse Rijk bedreigde. Kwam daar nog bij dat de keizer van het oostelijk deel van het rijk, Arcadius stierf (408). Zijn dochter als pasmunt kon niet meer worden uitgespeeld.
Magister officiorum Olympius lichtte keizer Honorius in, dat Stilicho van plan is om zijn zoon Eucherius op de Oost-Romeinse troon te zetten. In toorn liet Honorius, Stilicho en zoon executeren en stuurde zijn vrouw Thermantia terug naar haar moeder.
Tijdens de belegeringen van Rome (408-410) schaakte Alaric de zuster van Honorius, Galla Placidia en vermoordde Serena, de moeder van Thermantia. Thermantia zelf werd gespaard en kon vluchten naar Constantinopel, waar zij stierf in 415.